# Hörneborg

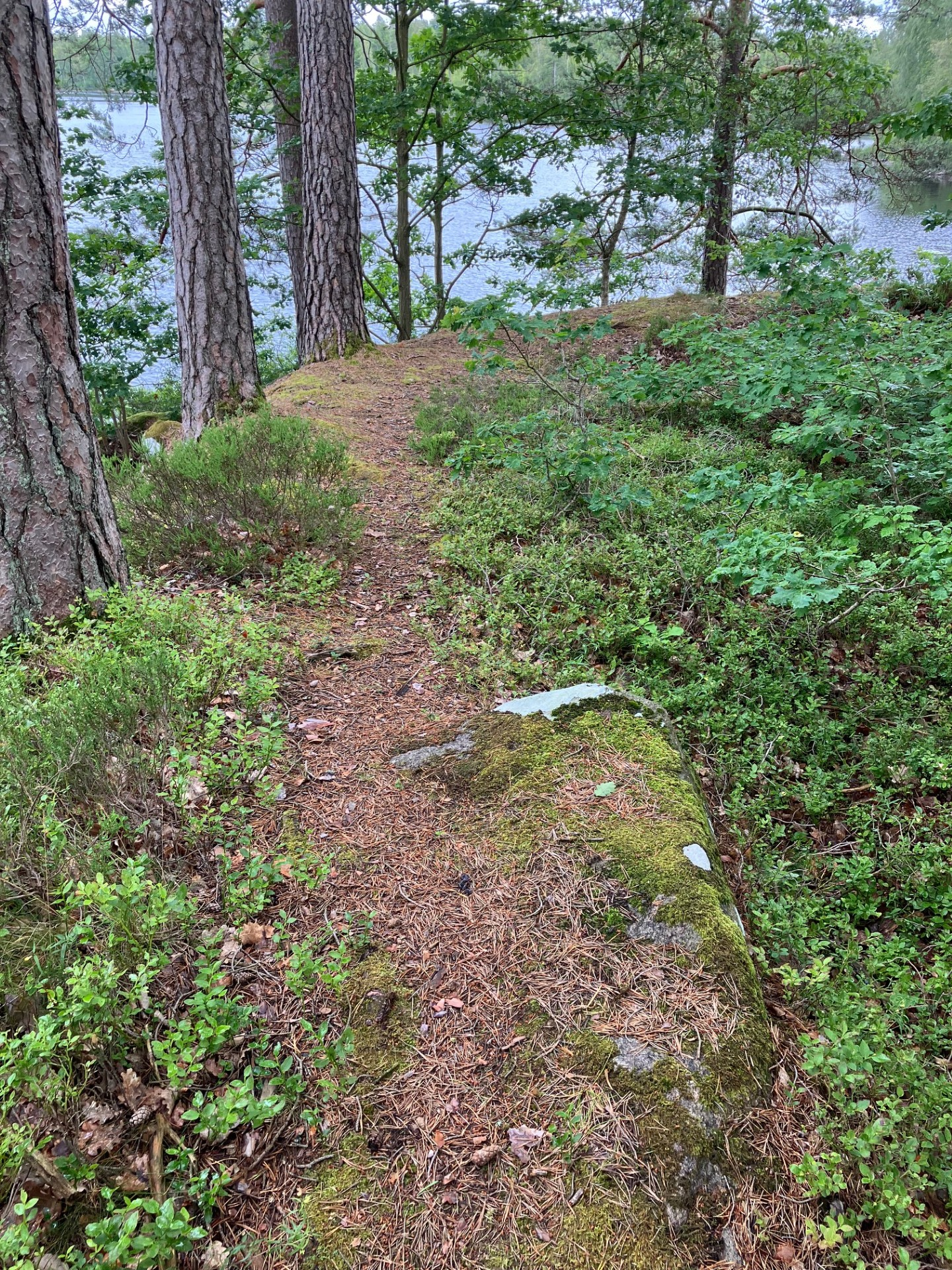
Uppe på borgvallen.

Hörneborg var en borganläggning från medeltiden belägen i Blekinge län. Den ligger i Kyrkhults socken i nuvarande Olofströms kommun i Blekinge.
Den enda notisen i litteraturen vi känner till är vad kyrkoherde Peder Olsen i Jämshög skrev år 1624, när han i sin ämbetsberättelse skrev ner vissa saker och händelser om sin socken. Han nämnde då bland annat Hörneborg som lämning efter en liten befästning. Hörneborg låg i en gränsbygd då Skåne tillhörde Danmark under tidig medeltid, medan det första säkra beviset för att Lister är dansk finns år 1203 och det första säkra beviset för att Blekinge är danskt finns år 1231.  År 1618 överförs Jämshögs socken inklusive Kyrkhult (där Hörneborg ligger) från Kristianstads län till Sölvesborgs län av danskarna. Detta medför att Hörneborg flyttas från Skåne till Blekinge.
Före sjösänkningen av Hörnsjön, Blekinge så låg Hörneborg på en ö. Idag ligger lämningen på en halvö. Vattennivån sänktes ca 1-1,5 meter på 1940-talet. Anläggningen är cirka 20 gånger 20 meter. Mellan ön och fastlandet fanns en stenbro som det idag finns lämningar kvar av.
Våren 1997 gjordes en arkeologisk utgrävning av Hörneborg. Ett smalt schakt grävdes i nordsydlig riktning genom anläggningen. Några föremålsfynd gjordes inte. Däremot hittade man kol. Genom C 14-metoden daterades Hörneborg till tidig medeltid. Troligen har Hörneborg använts som skattelada för insamling av skattepersedlar som till exempel trätjära som bränts i trakten. Hörneborg anlades sannolikt på 1100-talet och förstördes genom brand någon gång mellan åren 1290-1420. Här tänker man onekligen på den danske kungen Valdemar Atterdags blodiga återtagande av Blekinge och Skåne år 1360 som en möjlig orsak till att borgen brinner ner. Blekinge tillhörde Sverige mellan åren 1332-1360. Ansvarig för utgrävningen var arkeologen Anders Ödman. Enligt Anders Ödman finns det stora likheter mellan Hörneborg och de båda anläggningarna Skomakarehällan vid Losborg i Loshult och det äldre Rössjöholm vid Kyrksjön i Tåssjö, båda i Skåne.